# Jan Filipec
Jan Filipec, též Jan z Prostějova (maďarsky Filipecz János de Prosznicz; asi 1431 Prostějov – 28. června 1509 Uherské Hradiště) byl velkovaradínský biskup jako Jan IV., administrátor olomouckého biskupství a jeden z nejvýznamnějších diplomatů ve službách Matyáše Korvína, který se výrazně podílel na formování Matyášovy zahraniční politiky v osmdesátých letech 15. století.

## Počátky kariéry

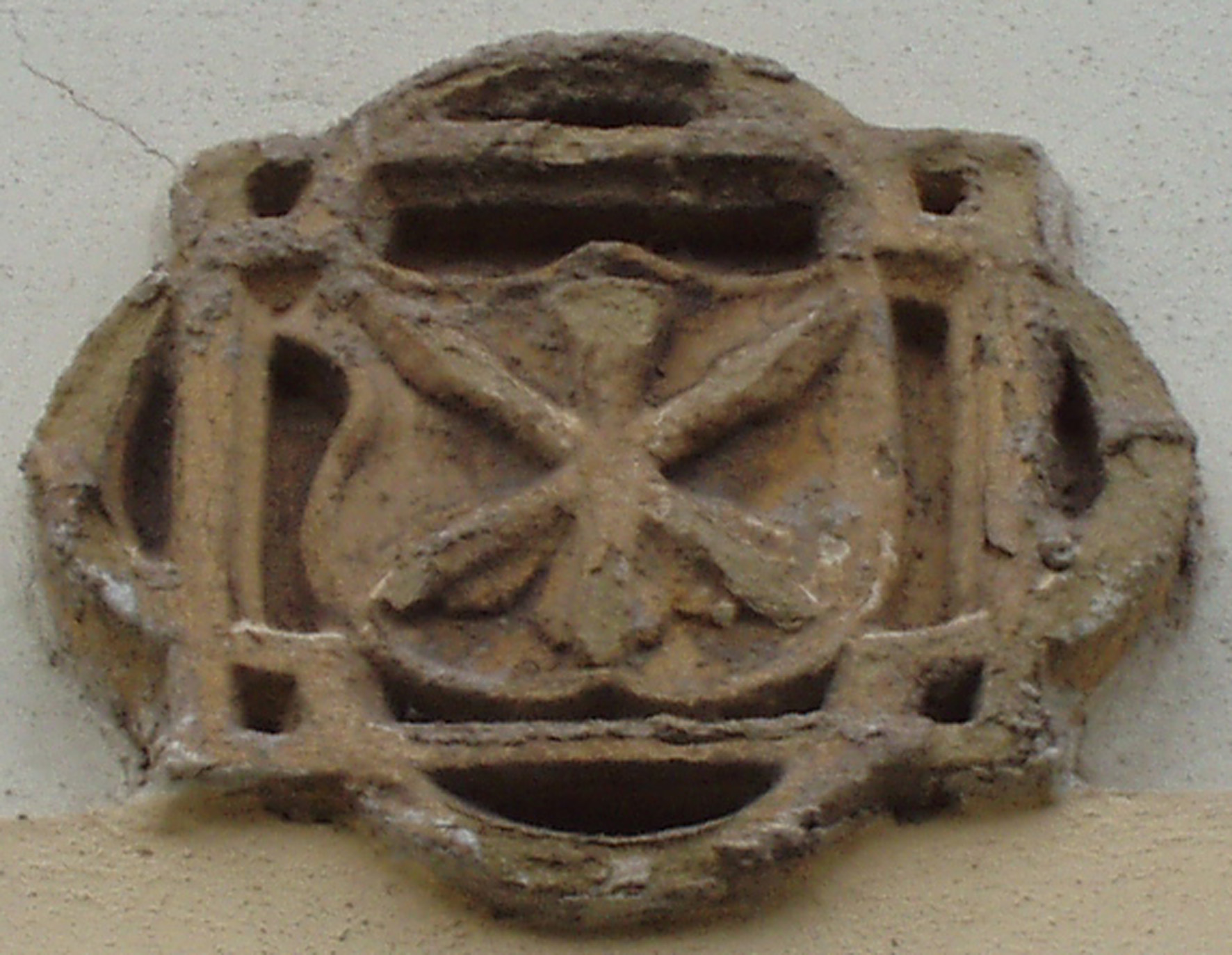
Heraldický znak Jana Filipce. Renesanční štít se třemi zkříženými šípy do kuše, dvěma krajními s ostrými hroty a prostředním tupým, (zvaným kluk, na lov omráčením, např. ptáků).

### Na Moravě
Narodil se v Prostějově ve skromných poměrech utrakvistické řemeslnické rodiny. Dostalo se mu vzdělání v místní městské škole. Josef Macek se domníval, že studoval i na univerzitě, snad ve Vídni či na některé ze severoitalských univerzit, ovšem tato domněnka není doložená žádnými prameny.
Svoji kariéru patrně započal ve službách moravského zemského hejtmana Jana Tovačovského z Cimburka jako písař. Protože už v této době projevoval nevšední nadání a znalosti, získal jej do svých služeb Matyáš Korvín, který si z nižších vrstev často vybíral schopné služebníky. Aspoň to uvádí autor Historie fratrum, kroniky raného působení Jednoty bratrské. Z jiných pramenů je známo, že Jan Filipec se dostal do služeb Matyáše Korvína při jeho vpádu na Moravu, podle Bonfiniho to bylo v době, kdy přitáhl k Olomouci, tedy v roce 1468.
Matyáš Korvín se snažil o ovládnutí českých zemí, a proto nezbytně potřeboval získat také místní rodáky do svých služeb. Správcem Moravy se stal jeden z vojenských hejtmanů Matyášova vojska transylvánský vojvoda Mikuláš Csupor, do jehož kanceláře (opět podle Bonfiniho) Jan Filipec vstoupil. V roce 1471 se snad Filipec v Csuporově průvodu účastnil volebního sněmu v Kutné Hoře. Ovšem po magnátském spiknutí, do něhož byl Csupor také zapleten, přešel Filipec přímo do královské kanceláře. Ovšem také v královské kanceláři se účastnil ještě v první půli sedmdesátých let podepisoval listiny jdoucí z královské kanceláře na Moravu, či spíše na Moravě vydávané (Olomouc, Brno).

### V Uhrách
Od té doby začal také královskou milostí získávat církevní beneficia, jež jej měla vyživovat při jeho práci v kanceláři. Nejprve se stal proboštem metropolitní kapituly sv. Vojtěcha v Ostřihomi (první zmínka pochází z roku 1474), v roce 1475 získal post probošta kolegiátní kapituly Nejsvětější Trojice ve Felhévízu v těsné blízkosti Budína. Jako probošt kapituly ve Felhévízu se zasloužil o její zvelebení a opravu kapitulních budov. Proto byl také Matyášem jmenován biskupem ve Velkém Varadíně, neboť ten byl v roce 1474 vypálen Turky a potřeboval schopného biskupa. Jan Filipec skutečně ve funkci varadínského biskupa opravil jak katedrálu, tak varadínský hrad a rozšířil varadínskou sbírku chorálních knih i osobní Korvínovu knihovnu.

## Vrchol kariéry

### Diplomat a politik
Ve službách Matyáše Korvína působil především jako diplomat. Už v roce 1472 se účastnil jednání s Vilémem z Pernštejna v Šoproni. Významnějšího úkolu se zhostil hned v roce svého jmenování varadínským biskupem (1476) vedl společně s vratislavským biskupem Rudolfem z Rüdesheimu pompézní poselstvo, které prošlo celou Itálií a směřovalo do Neapole a které mělo za úkol přivézt Matyášovi novou manželku, dceru neapolského krále Ferdinanda I., Beatrix Aragonskou. Ta přijela do Stoličného Bělehradu 10. prosince 1476 a byla zde korunována. Jan Filipec se zúčastnil jak královniny korunovace, tak oslav královské svatby v Budíně, na níž předsedal sedmému stolu v pořadí.
Hned na počátku roku 1477 byl vyslán do Čech, aby se jako královský zástupce (společně s Václavem z Boskovic) zúčastnil zemského sněmu katolické strany svolaného do Českých Budějovic. Hned po návratu z Českých Budějovic byl vyslán na Moravu a od srpna do listopadu se podílel na jednáních mezi Matyášem Korvínem a římským císařem Fridrichem III. v Rakousku. V roce 1478 pak společně s Rudolfem z Rüdesheimu a olomouckým biskupem Tasem z Boskovic jako zástupci Matyáše Korvína vedli mírové rozhovory s vyslanci Vladislava II. Jagellonského. Konečná verze mírové dohody (po neúspěšné brněnské verzi) byla vyhlášena v prosinci 1478 v Olomouci. V červenci 1479 se zde sešli oba panovníci, aby mír potvrdili.
Od té doby se angažoval ve Slezsku, kde působil jako zástupce krále v letech 1479–1480. Mezitím také vyjednával podporu Matyáše na dvorech v Drážďanech, kde Matyášovým jménem jednal se saskými vévody Arnoštem a Albrechtem, v Pasově na Matyášovu stranu získal bavorského vévodu Jiřího Bohatého. Po skončení svého působení ve Slezsku v roce 1480 se stále více zapojoval do dalších mezinárodních jednání svého krále.
V roce 1481 opět působil v Rakousku a německých zemích. Nejprve v květnu ve Vídni podepsal za Matyáše s císařem příměří, poté byl vyslán na říšský sněm do Norimberku, kam ovšem se svým společníkem Václavem z Boskovic nebyl vůbec vpuštěn. V následujícím roce navštívil Řím, kde pravděpodobně zůstal až do roku 1483. Vrátil se zřejmě v druhé půli roku a od roku 1484 aktivně působil opět na Moravě už v roli nového olomouckého administrátora. Také v následujícím roce zůstával ve střední Evropě – v Uhrách, Rakousku a českých zemích. Rok 1486 znamenal další postup v jeho kariéře. Toho roku se stal kancléřem českého království a uherským tajným kancléřem ve službách Matyáše. To znamenalo, že měl ještě větší kontrolu nad kanceláří a stal se jednoznačně zástupcem krále na Moravě. Také proto organizoval setkání obou českých králů v Jihlavě v září roku 1486. Poté opět zůstal na Moravě a podílel se jak na správě biskupství, tak na správě markrabství.
V roce 1487 přišla jeho nejvýznamnější diplomatická mise: do severní Itálie a Francie. Z Vídně, která tehdy byla sídlem Matyáše Korvína, vyjel v únoru a přes Benátky směřoval do Ferrary, kde měl za úkol pozdravit sestru královny Beatrix Eleanor, jež byla manželkou ferrarského vévody Ercola (Hercula) z Este. Pak se vydal do Milána, kde měl za úkol uzavřít per procuram sňatek Matyášova nemanželského syna Jana Korvína s Biankou Marií, sestrou tehdejšího milánského vévody Giangaleazza II. Sforzy. Dříve než tak mohl učinit, musel však odjet do Francie, kde se měl pokusit především o získání bratra tureckého sultána Bajezida II., prince Džema, jenž byl ve Francii vězněn. Matyáš jej plánoval využít pro boj proti jeho bratrovi. Filipec byl v této misi neúspěšný, a proto se v listopadu vrátil zpět do Milána, kde se mu sňatek mezi Janem Korvínem a Biankou Marií uzavřít podařilo. Tento sňatek však nikdy naplněn nebyl a Bianka Maria se nakonec provdala za Maxmiliána I.
Po návratu z této cesty se angažoval především v jednáních ve Slezsku, kde byl nucen uklidňovat povstalá knížata, a v Rakousku, kde vyjednával s císařem Fridrichem III. a jeho synem Maxmiliánem I. Podařilo se mu dohodnout pouze dohody o příměří. Hlavním cílem jednání bylo potvrzení nástupnictví Jana Korvína na uherském trůně, což se ovšem nepodařilo. Když Matyáš 6. dubna 1490 zemřel, Jan Filipec patřil mezi nejvýznamnější členy královské rady, kteří spolu s uherským zemským sněmem rozhodovali o nástupci na uherském královském trůně.
V roce 1490 sehrál rozhodující roli při volbě Vladislava Jagellonského uherským králem. Podle Antonia Bonfiniho podporoval nejprve, jako prý celá královská rada, Jana Korvína, jehož nástupnictví se pokoušel ještě před smrtí Matyáše prosazovat na Moravě a ve Slezsku. Zprávy milánského vyslance Maffea da Treviglio však dokazují, že už od počátku intrikoval a pokoušel se podpořit kandidaturu Vladislava. S Tomášem Bakócem, jenž byl Matyášovým sekretářem, dohodl, že za podporu Vladislava mu postoupí titul kancléře. S podporou Beatrix, jež se vdala za Vladislava, aby si tak udržela vliv (sňatek však nebyl konzumován a byl roku 1500 papežem Alexandrem VI. zrušen), se jagellonské straně podařilo prosadit a Vladislav byl uherským zemským sněmem zvolen za krále.

### Církevní hodnostář
V Uhrách získával církevní beneficia, neboť takovým způsobem mohl Matyáš Korvín vydržovat nové lidi, kteří přicházeli do jeho služeb a neměli žádné majetkové zázemí. Jelikož měl uherský král patronátní právo nad celou uherskou církví, mohl o arcibiskupských, biskupských, opatských, proboštských i dalších postech rozhodovat sám. Jan Filipec se tedy postupně stal proboštem metropolitní kapituly sv. Vojtěcha v Ostřihomi (1474), proboštem kolegiátní kapituly Nejsv. Trojice ve Felhévízu (1475) a varadínským biskupem (1476). Při vyzdvižení na biskupský post si ponechal kapitulu ve Felhévízu.
Kromě varadínského obdržel později i olomoucké biskupství, ovšem nebyl nikdy potvrzen papežem, takže se uvádí jen jako administrátor (i když v dobových pramenech se objevuje i jako „biskup“; někdy je označován i jako postulatus). Na biskupský stolec jej prosazoval král Matyáš, přestože na to neměl právo: od roku 1207 měla olomoucká kapitula volit své biskupy sama. Matyáš však kanovníky donutil akceptovat jeho rozhodnutí. Biskupství se Filipec ujal zřejmě někdy na přelomu let 1483–1484 a aktivně vykonával tuto funkci. Účastnil se na biskupském místě moravských zemských sněmů, obhospodařoval majetky biskupství, a dokonce nechal tisknout některé liturgické knihy (Breviarium Olomucense, 1484, Benátky; Agenda Olomucensis, 1486, Brno; Missale Olomucense, 1488, Bamberk). V starší literatuře předpokládaná souvislost olomouckého biskupství za doby Filipce s první brněnskou knihtiskárnou je však prakticky vyloučena. V úřadu administrátora opravil hrady Mírov a Vyškov, vykoupil Mohelnici a zasadil se o rozvoj augustiniánské kanonie Všech svatých na olomouckém Předhradí.
Pozice na olomouckém biskupském stolci však nebyla vyjasněná, neboť na určitou dobu ztratil i královu podporu. Proto byl na jeho místo jmenován Jan Vitéz mladší, tehdejší biskup ve Srěmu, který měl zastávat úřad od roku 1487 (byl potvrzen papežem), avšak když Filipec opět získal královskou přízeň, Vitéz rezignoval a byl později přenesen do funkce biskupa veszprémského. Spor o olomoucké biskupství však neustal, neboť ještě roku 1489 byl papežem Inocencem VIII. do úřadu jmenován kuriální biskup a kardinál Ardicino della Porta (1489–1493), přestože kapitula zvolila Bohuslava Hasištejnského z Lobkovic, jehož podporoval i král Vladislav. Podobná situace se opakovala v roce 1493, kdy již nový papež Alexandr VI. postavil do čela olomoucké diecéze svého synovce Juana Borgiu. Nároky Bohuslava Hasištejnského byly opět pominuty. Nakonec se biskupského stolce skutečně ujal Stanislav Turzo (1497–1540), jenž se domluvil s kardinálem Borgiou, zaplatil mu za postoupení biskupství a získal dispenz kvůli nedostatečnosti svého věku (bylo mu 26 let).

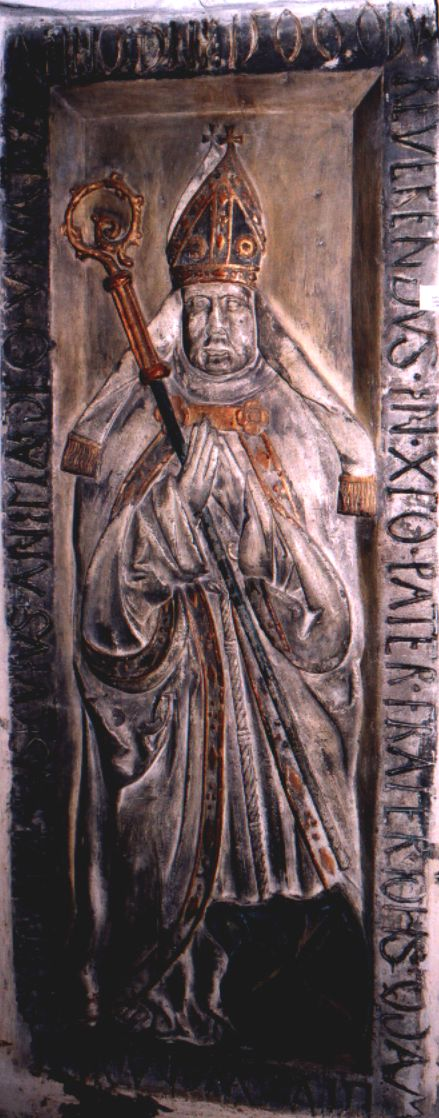
Náhrobník Jana Filipce (v dolním rohu štít jeho znaku tří šípů).

Ze svých beneficií pobíral dosti velké částky, neboť varadínská diecéze patřila mezi nejbohatší v Uhrách (kolem 25.000 zlatých ročně) a olomoucká byla ještě bohatší. Také z kapituly ve Felhévízu a ze svých dalších majetků měl dosti velké částky ročně. Podle Bonfiniho to bylo 100.000 uherských zlatých ročně. To byla samozřejmě veliká suma, která ovšem byla využívána jako plat ve službách krále, tedy z těchto příjmů si musel hradit své diplomatické cesty apod. Např. na cestě po Francii prý sdělil benátskému vyslanci, že tento pobyt na francouzské půdě jej přijde na 50 zlatých denně. Podle jedné františkánské kroniky měl před svým odchodem k františkánům movitý majetek v hodnotě 300 000 zlatých. Bratrské dějepisectví (Historia fratrum) dokonce uvádí, že Filipec odvezl z Uher velkou část královského pokladu.

## Odchod do ústraní
Po korunovaci Vladislava Jagellonského v září 1490 rezignoval na všechny své politické i církevní posty. O to se již pokoušel v roce 1488, ovšem byl přesvědčen Matyášem, aby se dál zapojil do politických jednání. Když vypořádal svůj majetek, vstoupil 10. června 1492 ve Vratislavi do františkánského kláštera. Sympatizantem tohoto řádu, který zřejmě poznal během jeho expanze v Uhrách, byl však již dříve. Například v roce 1491, založil františkánský klášter v Uherském Hradišti.
Jako františkán už nepůsobil v žádných světských úřadech. Jen v rámci řádu se několikrát stal definitorem české provincie (1503, 1508). Ovšem i jako diplomat měl nadále obrovskou autoritu, takže jej i Vladislav Jagellonský ještě příležitostně využil jak na českém či moravském zemském sněmu, tak při jednáních s císařem – v roce 1506 se účastnil jednání mezi Vladislavem Jagellonským a Habsburky, které vedlo k uzavření sňatkových dohod mezi oběma rody. Jako zástupce uherského a českého krále s ním jednal v roce 1507 v Kostnici. V roce 1508 se pak postavil striktně proti Jednotě bratrské na svatojakubském sněmu v Praze a svatobartolomějském sněmu v Olomouci. Také v rámci českých zemí udržoval kontakty s dřívějšími politickými partnery – známá je např. korespondence s Vilémem z Pernštejna či Petrem z Rožmberka. Svých cenných kontaktů nejen s Korvínem tak dále využíval ve prospěch františkánského řádu. Zasloužil se o stavební a umělecký rozvoj františkánských klášterů a kostelů, např. v Olomouci, další kláštery, jako již v zmíněném Uherském Hradišti nebo slezském Jaworu vlastním přičiněním založil. Moravské a slezské františkánské kláštery byly vybaveny novými iluminovanými liturgickými rukopisy, pro něž zajistil materiál a dohlížel nad jejich písařskou a malířskou tvorbou v klášterech.
Zemřel 28. června 1509 na zranění, které si způsobil při sestupování z vozu, když cestoval do Uherského Hradiště, natrhl si prý šourek a zemřel tedy zřejmě na sepsi. Příčinu smrti uvádějí některé prameny, především opět bratrské dějepisectví, ovšem potvrzené i nezávislými vratislavskými anály, jež však Filipcovu smrt zařazují k roku 1510. Bratrské dějepisectví pochopitelně vykládalo tuto příhodu jako zásah boží vůle, neboť Filipec organizoval potírání bratří. Není pochyb, že Filipec byl pohřben ve františkánském areálu v Uherském Hradišti, což dokládá jeho dochovaný náhrobník, poklona zesnulému, již na místě vykonal král Vladislav II., i údaje v pozdějších řádových kronikách. Pro poslední odpočinek Filipce a snad i jeho příbuzných mohla sloužit gotická kaple s kryptou objevená na rajském dvoře kláštera při archeologickém výzkumu v roce 1991.

## Charakteristika, duchovní život
Patřil ke skupině umírněných katolíků, kteří spíše preferovali tolerantní soužití s kališníky, což mu vyneslo nedůvěru římské kurie. Ideově ovšem vystupoval proti Jednotě bratrské. Náboženská tolerance se projevovala i v jeho osobních vztazích, kdy se vedle mnoha významných soudobých politiků (Vilém z Pernštejna, kališník Ctibor Tovačovský z Cimburka) přátelil i s předním představitelem Jednoty bratrské Janem Klenovským, kterého znal ještě z dětských let z prostějovské městské školy – je to jediný případ, kdy o Filipcovi mluví Historia fratrum v pozitivním světle. Ve vztahu k ideovým nepřátelům je význačná i jeho aktivita, kterou vyvinul v roce 1480, kdy se osobně zasadil o propuštění radikálních kališníků z vězení na Křivoklátě a Starém Městě pražském, kteří byli zajati po nepokojích, jež způsobilo právě uherské poselstvo (vedené Filipcem) v Praze roku 1478.
Jeho rodina byla utrakvistická a on zřejmě konvertoval, když se dostal do Uher. Ke konci svého aktivního politického života buď prošel další konverzí, nebo se rozhodl uchýlit do ústraní, aby si odpočal od namáhavého života politika a diplomata. Ještě v roce 1479 jej označil vratislavský písař a kronikář Peter Eschenloer za „světského pána“ spíše než kněze. Do františkánského řádu chtěl vstoupit už v roce 1488, ovšem politické události a spor s papežem mu to umožnily až v roce 1492.
Z jeho knihovny se dochovala jen torza. Konvolut dvou lékařských Avicennových tisků z osmdesátých let 15. století, který prokazatelně patřil Janu Filipcovi a do něhož si zaznamenal latinskou báseň vyjadřující znechucení světem (contemptus mundi), zobrazující smrt a červy konzumující lidské tělo. Komentář italského humanisty Filipa Beroaldo (1453–1503) k proslulému antickému románu Lucia Apuleia Proměny, čili, Zlatý osel tištěnému v Benátkách roku 1501 získal Filipec darem od neznámého humanisty. Bohatě iluminovaný antifonář věnovaný Korvínem ponechal ve Varadíně.

## Osobnosti
Při svém diplomatickém i církevním působení se setkával s celou řadou osobností. V pozdější době byl některými historiky zaměňován s dalšími třemi muži, kteří působili na dvoře Matyáše Korvína, jako biskupové i jako diplomati. Jsou to:
- Jan Vitéz ze Zredny
- Janus Pannonius
- Jan Vitéz mladší

## Cestování
Jako diplomat plnil úkoly svého krále na nejrůznějších místech především střední Evropy, ale zavítal i do Itálie a Francie. Jeho stručný itinerář na vrcholu kariéry je následující (vypsány jsou pouze země, v nichž plnil v daném roce nějaký diplomatický či politický úkol; v Uhrách pobýval prakticky každý rok, proto zde nejsou Uhry zaznamenávány; od roku 1485 byl dvůr Matyáše Korvína také ve Vídni, proto ani pobyt v Rakousku není přirozeně zaznamenáván jako diplomatická cesta – pouze v případě, že se jedná o politická jednání na územích nezabraných uherským králem):
- 1476: Itálie (cesta až do Neapole)
- 1477: Čechy, Morava, Rakousko
- 1478: Čechy, Morava
- 1479: Morava, Slezsko, Sasko, Bavorsko
- 1480: Lužice, Slezsko, Morava, Čechy
- 1481: Benátky (?), Rakousko, Bavorsko
- 1482: Řím
- 1483: Řím, Morava
- 1484: Morava
- 1485: Čechy, Rakousko
- 1486: Morava, Čechy
- 1487: Itálie (Benátky, Ferrara, Milán), Francie
- 1488: Slezsko, Morava, Čechy, Rakousko
- 1489: Morava, Sasko, Polsko, Rakousko
- 1490: Rakousko, Morava, Slezsko